# Stift Baumgartenberg
Das Stift Baumgartenberg ist ein ehemaliges Kloster der Zisterzienser (OCist) und heute das Kloster der Schwestern vom Guten Hirten in Baumgartenberg im Bezirk Perg in Oberösterreich. Die Stiftskirche Baumgartenberg Mariä Himmelfahrt ist heute die Pfarrkirche der Marktgemeinde. Im Klostergebäude ist das Europagymnasium Baumgartenberg untergebracht. Die Anlage steht unter Denkmalschutz (Listeneintrag).
Besondere geschichtliche Bedeutung besitzen zwei Baumgartenberger Handschriften aus der ersten Hälfte des 14. Jahrhunderts, nämlich das Urbar von 1335 in Bezug auf das Oberösterreichische Landeswappen und das sogenannte Baumgartenberg Formelbuch.

## Geschichte

### Stiftung
Das Kloster wurde 1142 durch Otto von Machland († 1149) und seine Gemahlin Jeuta von Peilstein (südlich von Melk) gestiftet. Die allerersten Mönche kamen aus der zisterziensischen Primarabtei Morimond, doch wurde die Gründung zwischen 1154 und 1188 der Zisterzienserabtei Heiligenkreuz unterstellt, und blieb somit in der Filiation von Morimond.
Otto gab anlässlich der Gründung des Klosters sein Schloss auf dem Ulrichsberg in Baumgartenberg samt der Kirche St. Jakob, den angrenzenden Deimingerwald (angrenzend an Frühstorf und Kolbing) und alles was er darin besaß, ferner das Gut Mettensdorf samt der Kirche St. Lamprecht bis nach Labing und zur Donau (angrenzend an die Äcker der Matrone Elisabeth), Gassolding in der Nähe des Klosters (angrenzend an den Ammersbach auf der einen und dem Areal der Burg Clam auf der anderen Seite), dann Mühlen, Weiden, Wiesen, Gewässer und alles, was zur Kirche St. Jakob gehörte, sowie am Flüsschen Naarn unkultiviertes Land (30 Mansus), acht Bauerngüter mit der Mühle und dem dabei liegenden Wald in Teufenbach, in Eizendorf zwei Meiereien, in Pitzing zwei Mansus, acht Mansus in Markersdorf bei Retz und Wullerdorf bei Mailberg oder Wolkersdorf nordöstlich von Klosterneuburg, Weinberge in Krems, in Ober-Radendorf und Gneixendorf bei Krems, einen Acker in Harras (Großharras oder Klein-Harras), von dem Nordwalde bei Königswiesen mehrere Mansus, Nöchling an der Ysper zehn Mansus Wald. Später sind von anderen Stiftern oder durch Tausch und Schenkungen zahlreiche weitere Liegenschaften aus der näheren und weiteren Umgebung an das Kloster gekommen.

### Zisterzienserkloster

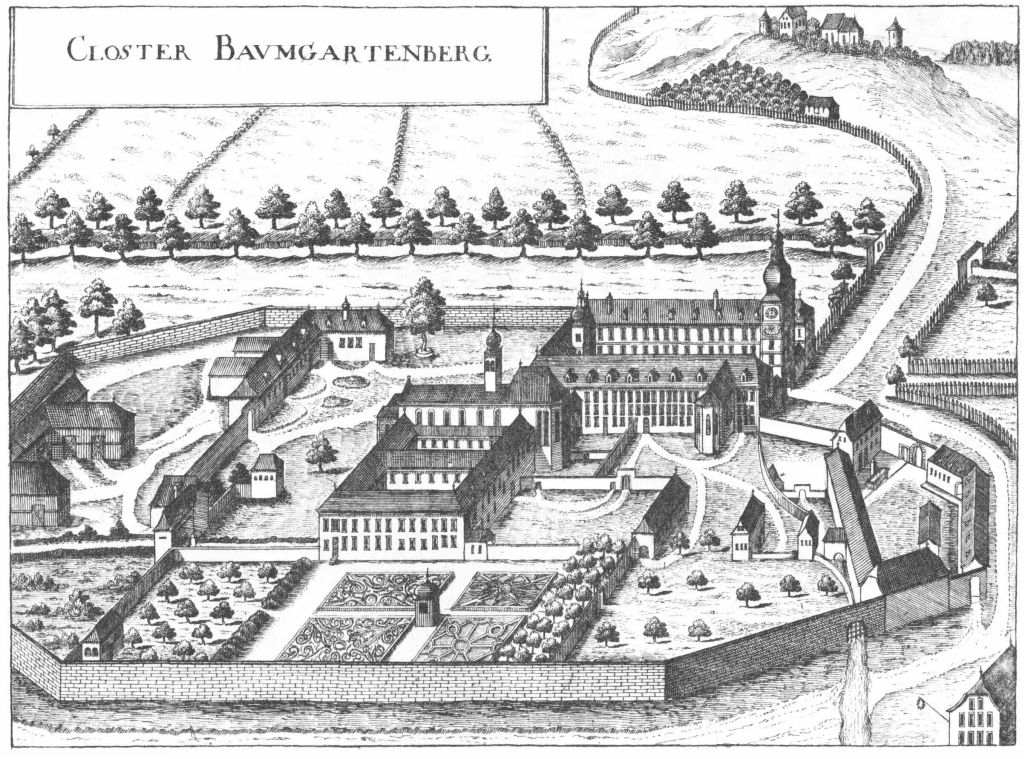
Kloster Baumgartenberg nach einem Stich von Georg Matthäus Vischer von 1674

1243 erfolgte die Weihe der Abteikirche, die im spätromanischen Baustil errichtet worden war. In den Jahren 1428 und 1432 wurden Kirche und Kloster bei Hussiteneinfällen ins Mühlviertel gebrandschatzt, aber schon ab 1434 erfolgte unter Abt Stephan II. der Wiederaufbau von Kirche und Kloster im spätgotischen Stil. 1627 wurden die Pfarren Pergkirchen, Münzbach (bis 1681) und Altenburg dem Stift Baumgartenberg einverleibt. Abt Bernhard Breil (1649–1683) leitete die Barockisierung des Klosters und der Kirche (Baumeister Antonio Carlone) ein. Abt Candidus Pfiffer (1684–1718) setzte die Barockisierung fort, stellte die Arbeiten aber um 1700 auf Grund finanzieller Schwierigkeiten ein. Berühmt ist die als Baumgartenberger Formelbuch bekannte Sammlung von Urkundenmustern aus dem Kloster.
Am 30. Mai 1784 wurde das Kloster durch Kaiser Joseph II. aufgehoben und bis 1811 als Strafanstalt genutzt. Mit 1784 wurde die Klosterkirche die Kirche Pfarrkirche von Baumgartenberg. 1825 vernichtete ein Brand den Großteil des Konventtraktes.

#### Besitzungen
Neben den Stiftungsgütern im Machland und im Weinviertel (siehe oben) hatte das Zisterzienserkloster unter anderem folgende Besitzungen:
- Klosterhof in Linz (1626–1784), das sogenannte Baumgartenberger Stiftshaus

#### Äbte
Verzeichnis der 54 Äbte, welche dem Kloster Baumgartenberg von 1141 bis 1784 vorstanden:
1. Friedrich I. (1141–1156)
2. Hermann I. (1157–1170), um diese Zeit schenkte der Minnesänger Dietmar von Aist dem Kloster unter anderem eine kleine Kirche in Marbach in der Pfarre Ried in der Riedmark
3. Hermann II. (1170–1190)
4. Friedrich II. (1191–1200) erhielt von Herzog Leopold VI. um 1198 die Mautfreiheit für das Kloster.
5. Reinboto I. (1200–1206)
6. Rudiger I. (1207–1232) hatte mit Florianer Propst Otto einen Rechtsstreit wegen einiger Güter zu Hard an der Naarn, Schiedsrichter in dieser Angelegenheit waren am 19. Oktober 1208 in Mauthausen die Äbte Werner von Zisterzienserstift Heiligenkreuz, Wecelo (Wezelin) von Benediktinerstift Göttweig und Hademar von Benediktinerstift Garsten.
7. Burkard I. (1232–1237)
8. Pilgrim I. (1237–1242) ließ eine Wasserleitung in das Stift legen und wurde 1242/43 als Abt nach Heiligenkreuz berufen.
9. Simon I. (1242–1245) begann eine Mauer um das Kloster zu bauen.
10. Berthold I. (1245–1250) wurde 1250 ebenfalls als Abt nach Heiligenkreuz berufen
11. Heinrich I. (1250–1252)
12. Johann I. (1252–1272), verkaufte 1271 die Weinberge um Krems an die Bürger von Krems unter der Bedingung, dass die Käufer dem Kloster Baumgartenberg jährlich eine bestimmte Menge Wein übergeben sollten
13. Walther I. (1272–1275) kam vom Stift Heiligenkreuz, erbaute das Dormitorium und vollendete die Klostermauern.
14. Chunrat I. (1275–1285) erhielt von König Otakar I. am 7. Juli 1276 in Freistadt das Privileg, Lebensmittel aus verschiedenen Teilen Österreichs mehrmals (statt bisher nur einmal) jährlich mautfrei zu beziehen, und von Herzog Heinrich XIII. von Bayern 1280 die Erlaubnis, jährlich ein Talent Salz mautfrei bei Burghausen und Neuburg am Inn vorbeizuführen.
15. Alhard I. (1285–1287)
16. Rapoto I. (1287–1298)
17. Otto I. (1299–1301)
18. Christian I. (1301–1317) vollendete das Badhaus, schlichtete am 25. April 1305 einen Streit zwischen dem Pfarrer Albert von Tafersheim und der Stifterin des Klosters Pulgarn.
19. Walther II. (1317–1319)
20. Konrad II. (1320–1325 und 1331–1335) erhielt am 12. Juli 1312 von den Grafen von Schaunberg die Mauthfreiheit zu Aschach an der Donau für ein Fuder Salz und gewann 1324 einen Prozess wegen des Stiftshauses in Wien.
21. Eberhard I. (1326–1330)
22. Otto II. (1330–1331)
23. Rudpert I. (1335–1337)
24. Reinhard I. (1337–1351) brach die baufällige Abtei ab und erbaute ein neues Gebäude samt Kapelle.
25. Christian II. (1351–1357) erhielt am 6. Januar 1354 von Hanns von Kapellen die Gumpendorfer Pfarrkirche zu Wien (1360 vollständig inkorporiert).
26. Johann II. mit dem Zunamen Schwanletz (1357–1375)
27. Stephan I. (1375–1379)
28. Johann III. (1379–1405)
29. Andreas I. (1405–1419)
30. Stephan II. Edler von Darnach (1419–1451) musste die zweimalige Verwüstung des Klosters durch die Hussiten miterleben.[7]
31. Wolfgang I. (1451–1462)
32. Sigismund I. (1462–1469)
33. Eberhard II. (1469–1487) erneuerte die Stiftsdächer und ließ eine neue Orgel machen
34. Johann IV. (1487–1499)
35. Johann V. (1500–1507)
36. Wilhelm I. (1508–1519) legte 1511 ein Kopialbuch mit allen Schenkungs-, Kauf- und Tauschurkunden des Klosters an und war danach Abt in Heiligenkreuz.
37. Heinrich II. Kern (1519–1541)
38. Hermann III. Scheidner (1541–1557)
39. Nikolaus I. Ekhart (1557–1561)
40. Michael I. (1561–1565), danach Administration bis 1568.
41. Benedict I. Prieler (ernannter Abt 1568–1573)
42. Mathias I. Marquard (1574–1579), danach Administration bis 1582.
43. Jakob I. Roll (1582–1584), danach Administration bis 1586.
44. Michael II. Angerer (1586–1595) häufte große Schulden an und floh nach 1595 nach Böhmen, danach wurde das Kloster zusammen mit Stift Pulgarn vier Jahre lang durch Prior Matthias Pendel bzw. Gregor Piermann und Stiftrichter Simon Rampelhofer administriert.
45. Gregor I. Piermann (1603–1607), bei seinem Tod waren nur noch fünf Mitbrüder im Stift, das nun mehrere Jahre lang vom Prior und vom Stiftsrichter gemeinsam verwaltet wurde.
46. Georg I. Stephanides (1612–1614) wurde 1614 zum Abt von Heiligenkreuz gewählt, schlug diese Wahl aber aus.
47. Kaspar I. Kirchleuthner (1615–1632)[10], unter ihm wurden 1627 die Pfarren Pergkirchen, Münzbach und Altenburg mit allen Rechten dem Stift einverleibt.
48. Michael III. Mayr (1632–1649) machte zwei in der Stadt Enns zum Stift gehörige Häuser frei von allen Lasten.
49. Bernhard I. Breil (1649–1683) war zuvor 1640–1649 Abt im Stift Neukloster gewesen. Er war ein guter Ökonomen, vermehrte die Anzahl der Mitglieder, baute die Bibliothek aus und restaurierte das Stiftshaus zu Linz.
50. Candidus I. Pfiffer (1684–1718)
51. Pontius I. Widersperger (1718–1736) war Verordneten des Prälatenstandes im Lande ob der Enns, häufte aber große Schulden an, sodass danach bis 1745 das Stift von wechselnden Personen verwaltet wurde.
52. Hilarius I. Rizy (1745–1749)
53. Eugenius I. Schickmayr (1749–1769)
54. Christian III. Humpoletz (1770–1783)

### Verwendung durch andere Orden
Von 1852 bis 1865 bewohnten Jesuiten das ehemalige Zisterzienserstift. 1865 kamen Mitglieder des Ordens der Schwestern vom Guten Hirten von Suben dorthin. Sie widmeten sich der Betreuung von schwererziehbaren Mädchen.
Mit den Schwestern vom Guten Hirten kamen auch Franziskaner als ihre Beichtväter nach Baumgartenberg. Im Jahre 1889 erhielten die Franziskaner der Tiroler Provinz ein Nebengebäude des Klosters als Wohnbereich und die Pfarre Baumgartenberg zur Seelsorge. Außerdem waren sie als Religionslehrer an der Schule der Schwestern tätig. Im Sommer 2008 wurde diese Franziskanerniederlassung aufgelassen.

## Oberösterreichisches Wappen

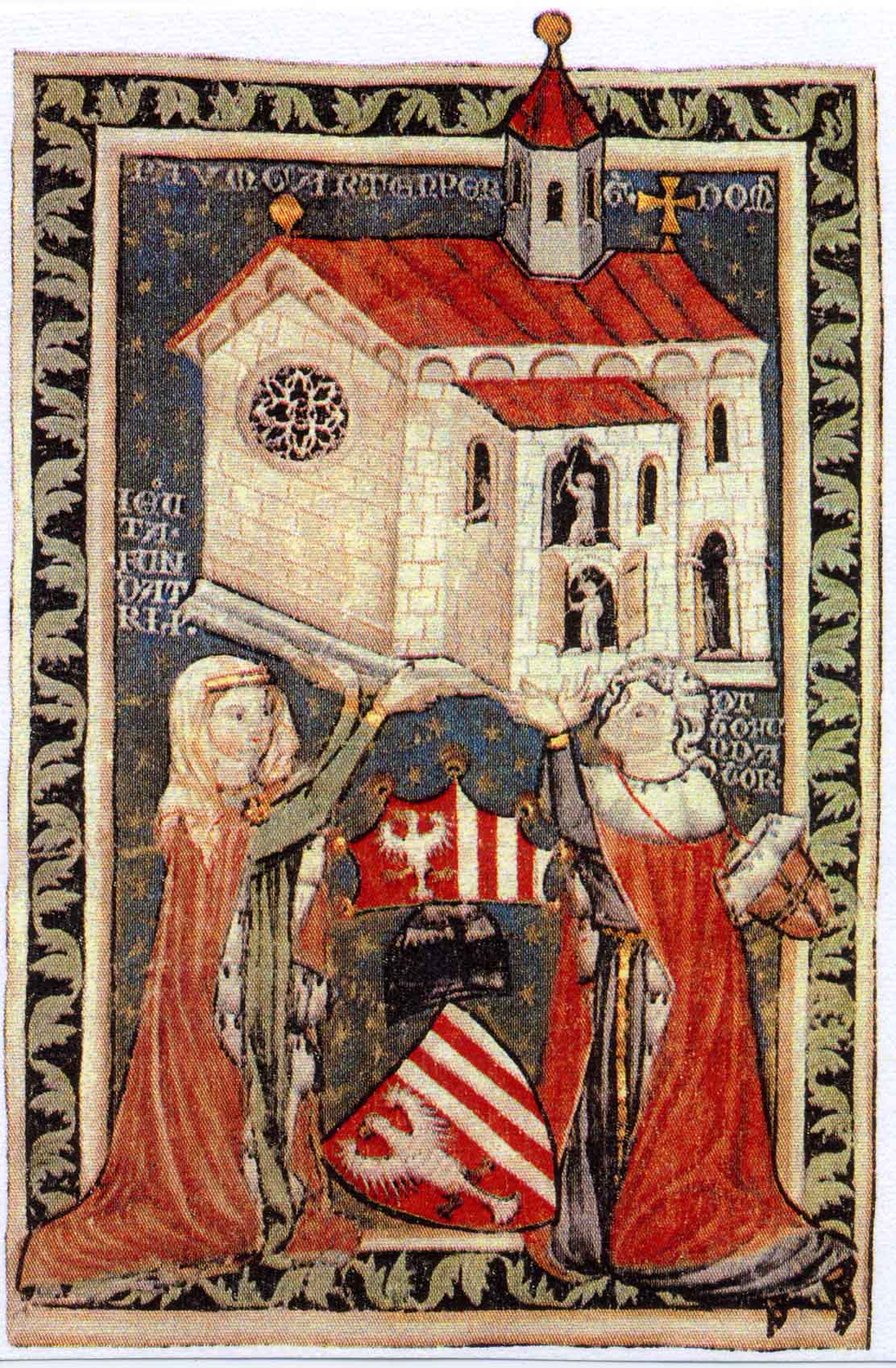
Urbar mit dem Wappen der Machländer

Das Oberösterreichische Landeswappen geht wahrscheinlich auf das im 12. Jahrhundert ausgestorbene Geschlecht der Herren von Machland zurück. Zwei um 1335 angefertigte Miniaturen im Urbar des Klosters Baumgartenberg zeigen Machländer Wappen, die dem oberösterreichischen Wappen schon sehr ähnlich sind. Der Unterschied zwischen den Wappen im Urbar und dem späteren Landeswappen besteht hauptsächlich in der Färbung. Während die Miniaturen einen silberner Adler auf rotem Grund darstellen, finden wir im Landeswappen einen goldenen Adler auf schwarzem Hintergrund.
Wer der Schöpfer des oberösterreichischen Landeswappens ist, ist nicht gesichert. Das Machland war jedoch seit alters her ein Bestandteil des Herrschaftsgebietes des Babenberger gewesen, als deren Nachfolger sich die Habsburger verstanden. Möglicherweise machte der österreichische Herzog Rudolf IV. († 1365) dieses Wappen zum Wappen des Landes ob der Enns, um seine Ansprüche auf die Besitzungen der ausgestorbenen Herren von Machland und implizit auf ganz Oberösterreich zu bekräftigen. Überdies wecken die rot-weißen Streifen enge Assoziationen zum österreichischen Bindenschild.

## Nutzung
Heute betreiben die Schwestern ein Mädcheninternat und verschiedene Bildungseinrichtungen, seit 1995 ist auch das vom gleichnamigen Schulverein betriebene Europagymnasium vom Guten Hirten in der Klosteranlage untergebracht.

## Bauten und Anlage

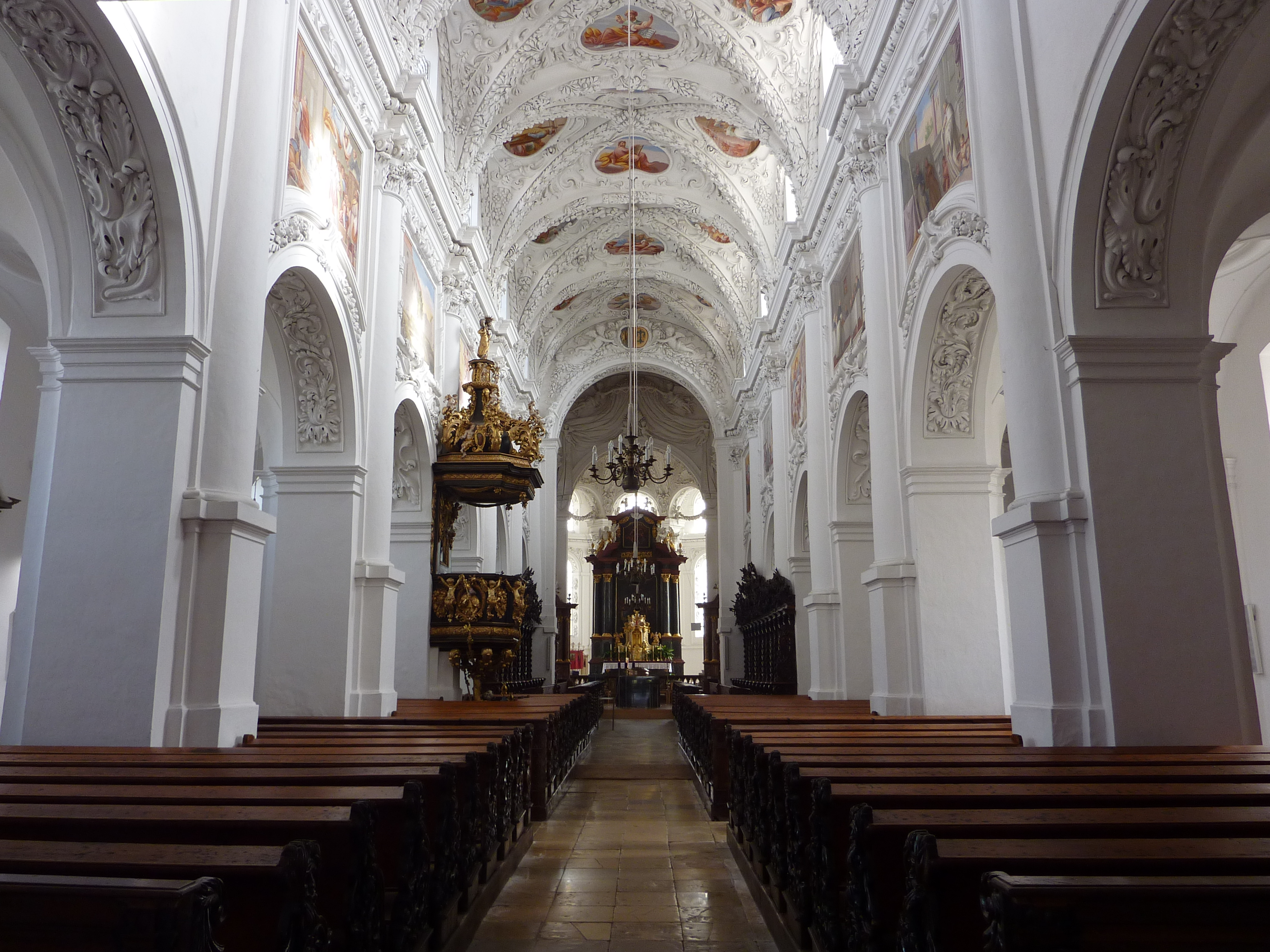
Pfarrkirche, ehem. Stiftskirche Baumgartenberg

Die ehemalige Stiftskirche mit Querhaus und Chor, die einen Dachreiter mit Zwiebelhelm trägt und für die 1142 der Grundstein gelegt wurde, besitzt eine niedrige dreischiffige, kreuzrippengewölbte Vorhalle („Paradies“, um 1310) mit einem romanischen Portal. Die Barockisierung der Kirche erfolgte um 1697 und geht auf die Carlone-Werkstatt zurück (zugeschrieben Carlo Antonio Carlone). Der später ebenfalls barockisierte Hallenumgangschor wurde 1436–1446 errichtet. In den Fresken des Chors sind die Rosenkranzgeheimnisse dargestellt. Bemerkenswert sind das Chorgestühl und die Kanzel. Um den Altarraum ist ein Chorumgang gelegt, der im Äußeren aus neun Seiten eines Sechzehnecks besteht.